# Eutrichosiphum arunachali
Eutrichosiphum arunachali är en insektsart. Eutrichosiphum arunachali ingår i släktet Eutrichosiphum och familjen långrörsbladlöss. Inga underarter finns listade i Catalogue of Life.